# Корбеану, Тео
Теодор Александер Корбеану (англ. Theodor Alexander Corbeanu; 17 мая 2002, Гамильтон, Канада) — канадский футболист, нападающий испанского клуба «Гранада», выступающий на правах аренды за клуб «Торонто». Выступал за сборную Канады.

## Клубная карьера

### «Вулверхэмптон Уондерерс»

#### Аренда в «Блэкпул»
28 июля 2022 года Корбеану перешёл в «Блэкпул» на правах аренды до конца сезона. 30 июля 2022 года он дебютировал за «Блэкпул» в матче Чемпионшипа против «Рединга».

## Достижения

### Личные
- Лучший молодой игрок года в Канаде: 2021